# Vidalia (program)
Vidalia – nakładka graficzna dla programu tor, zapewniającego anonimowość w Internecie.
Aplikacja ta umożliwia uruchamianie, wyłączanie oraz sprawdzanie statusu usługi Tor. Ponadto dostępny jest monitor zużycia łącza oraz mapa odzwierciedlająca geograficzną lokalizację poszczególnych serwerów sieci Tor. Opierając się na programie Tor, Vidalia gwarantuje wysoką, choć nie całkowitą anonimowość. Należy zaznaczyć, że kluczową rolę odgrywa tu konkretny program korzystający z sieci tor, zapewniający anonimowość tylko w przypadku prawidłowej konfiguracji. 
Vidalia dostępna jest w polskiej wersji językowej jako odrębny program lub pakiet instalacyjny, w skład którego wchodzą:
- program tor
- wtyczka Torbutton dla przeglądarki Firefox
- lokalne proxy filtrujące Privoxy
- program nadzorczy Vidalia, który ułatwia konfigurację programu Tor.

Program wydawany jest na licencji GNU i możliwe jest jego uruchomienie na każdej platformie wspierającej Qt 4.2.